# 혁신도시터미널
혁신도시터미널은 충청북도 음성군 맹동면 원중로 1363 (두성리)에 위치한 시외버스터미널이다.

## 역사
충북혁신도시가 조성되면서 시외버스 운행에 필요한 터미널의 필요성이 대두됨에 따라 2015년 7월 터미널 공사에 착공해 용지 7900여m2에 건물 3600여m2, 지상 2층 규모로 2016년 6월 1일에 완공되었다. 완공된 터미널은 음성교통에서 운영한다.
- 2016년 6월 1일 : 대전행 노선 신설[2], 천안행 노선 신설[3]
- 2017년 8월 1일 : 세종시행 노선 신설

## 운행 노선
| 운행 노선           | 운행업체                     | 운행구간 | 운행구간 | 운행구간     | 경유지                                           | 배차 간격 | 시간표                                                                                      |
| ------------------- | ---------------------------- | -------- | -------- | ------------ | ------------------------------------------------ | --------- | ------------------------------------------------------------------------------------------- |
| 혁신도시 ↔ 남서울   | 경일여객 코리아와이드대성    | 혁신도시 | ↔        | 서울남부     | 대소, 죽전                                       | 13회      | 07:00, 08:00, 09:00, 10:00, 11:00, 12:00, 13:00, 14:00, 16:00, 17:00, 18:00, 19:00, 20:30   |
| 혁신도시 ↔ 동대전   | 서울고속 충북리무진          | 혁신도시 | ↔        | 대전         | 진천                                             | 7회       | 07:10, 09:00, 11:00, 13:00, 15:00, 17:00, 19:00                                             |
| 혁신도시 ↔ 동서울   | 경일여객                     | 혁신도시 | ↔        | 동서울       | 덕산, 대소                                       | 5회       | 07:35, 10:05, 12:35, 16:05, 18:35                                                           |
| 혁신도시 ↔ 부천     | 대원고속                     | 혁신도시 | ↔        | 부천         | 안양                                             | 3회       | 08:30, 13:00, 18:00                                                                         |
| 혁신도시 ↔ 세종시   | 서울고속 충북리무진          | 혁신도시 | ↔        | 세종시       | 오송역, 세종청사                                 | 2회       | 09:00, 18:30                                                                                |
| 혁신도시 ↔ 안산     | 경일여객                     | 혁신도시 | ↔        | 안산         | 덕산, 대소, 우만동, 수원                         | 2회       | 10:45, 16:45                                                                                |
| 혁신도시 ↔ 안산     | 친선고속                     | 혁신도시 | ↔        | 안산         | 덕산, 대소, 우만동, 수원, 서수원                 | 4회       | 08:55, 10:15, 14:55, 19:45                                                                  |
| 혁신도시 ↔ 음성     | 서울고속 친선고속            | 혁신도시 | ↔        | 음성         | 맹동, 무극                                       | 6회       | 08:20, 08:40, 11:27, 16:52, 18:55, 20:00                                                    |
| 혁신도시 ↔ 인천     | 친선고속                     | 혁신도시 | ↔        | 인천         | 덕산, 대소, 우만동, 수원, 서수원, 안산           | 7회       | 07:40, 08:55, 10:15, 13:30, 14:55, 16:45, 19:45                                             |
| 혁신도시 ↔ 인천공항 | 대원고속 충북리무진          | 혁신도시 | ↔        | 인천국제공항 | 김포공항                                         | 9회       | 07:00, 08:20, 09:30, 10:50, 12:10, 13:30, 15:00, 18:20, 19:00                               |
| 혁신도시 ↔ 장호원   | 서울고속                     | 혁신도시 | ↔        | 장호원       | 맹동, 무극, 생극, 감곡                           | 2회       | 10:00, 14:30                                                                                |
| 혁신도시 ↔ 증평     | 대원고속 충북리무진 친선고속 | 혁신도시 | ↔        | 증평         | 무정차                                           | 11회      | 08:15, 09:40, 09:50, 11:00, 12:45, 13:50, 15:10, 15:55, 19:10, 19:30, 21:25(일요일은 21:45) |
| 혁신도시 ↔ 천안     | 충북리무진                   | 혁신도시 | ↔        | 천안         | 진천, 사석, 덕성리, 동면, 병천, 목천, 독립기념관 | 5회       | 09:20, 10:50, 11:50, 15:20, 17:05                                                           |
| 혁신도시 ↔ 청주     | 서울고속 친선고속            | 혁신도시 | ↔        | 청주         | 진천, 사석, 문백, 북청주                         | 2회       | 12:35, 18:00                                                                                |
| 혁신도시 ↔ 청주     | 서울고속 친선고속            | 혁신도시 | ↔        | 청주         | 덕산, 진천, 사석, 문백, 북청주                   | 3회       | 09:55, 13:20, 17:11                                                                         |
| 혁신도시 ↔ 충주     | 친선고속                     | 혁신도시 | ↔        | 충주         | 맹동, 무극, 음성, 비산, 주덕                     | 4회       | 08:20, 11:27, 16:52, 18:44                                                                  |

## 특이 사항
- 현재 이 터미널은 남서울, 대전복합, 동서울, 세종시, 세종청사, 오송역 등 총 6개 방면에 한하여 예매제를 실시하고 있다.
- 증평 방면 막차(주중 21:25, 일요일 21:45)는 터미널에 정차하지 않고 인근 송담추어탕 앞에서 승하차가 이루어진다.
- 20:30 이후로 터미널에 입장할 수 없다.